# Hvor kragerne vender (film fra 2020)
Hvor kragerne vender er en dansk film fra 2020, som er instrueret af Lisa Jespersen.

## Medvirkende
- Rosalinde Mynster som Laura
- Bodil Jørgensen som Jane
- Jens Jørn Spottag som Iver
- Anne Sofie Wanstrup som Catrine
- Adam Ild Rohweder som Jannik
- Thomas Hwan som Benjamin
- Jesper Groth som David